# Osttjärnen
Osttjärnen är en sjö i Vindelns kommun i Västerbotten och ingår i Umeälvens huvudavrinningsområde. Sjön har en area på 0,0737 kvadratkilometer och ligger 190 meter över havet.

## Delavrinningsområde
Osttjärnen ingår i det delavrinningsområde (712865-168478) som SMHI kallar för Mynnar i Kulbäcken. Medelhöjden är 203 meter över havet och ytan är 12,17 kvadratkilometer. Det finns inga avrinningsområden uppströms utan avrinningsområdet är högsta punkten. Vattendraget som avvattnar avrinningsområdet har biflödesordning 4, vilket innebär att vattnet flödar genom totalt 4 vattendrag innan det når havet efter 82 kilometer. Avrinningsområdet består mestadels av skog (81 procent). Avrinningsområdet har 0,08 kvadratkilometer vattenytor vilket ger det en sjöprocent på 0,6 procent.